# Nightflyers
Nightflyers é uma novela de 1980 escrita por George R. R. Martin. Uma coleção de histórias curtas de mesmo nome, foi lançada em 1985, que inclui a novela. Houve uma adaptação para o cinema em 1987. Uma nova adaptação para o cinema está em desenvolvimento.

## Novela
Escrita originalmente em 1980, a novela de 23,000 palavras foi publicada pela Analog Science Fiction and Fact. Em 1981, a pedido de seu editor na época, James Frenkel, Martin expandiu a história em uma peça de 30.000 palavras, que foi publicada pela Dell Publishing , juntamente com True Names de Vernor Vinge como parte de sua série Binary Star. Na versão estendida, Martin forneceu histórias secundárias adicionais sobre os vários personagens, e nomeou vários personagens secundários que não foram nomeados na versão original.
Nightflyers é localizado no mesmo universo fictício de  " Mil Mundos" como várias outras obras de Martin, incluindo A morte da Luz, Um Som para Lya, "O Caminho da Cruz e do Dragão" e as histórias coletadas em Tuf Voyaging.
Em 1981, Nightflyers venceu o Locus Award de melhor novela e o Analog Readers Poll para melhor novela/novela, e foi indicado para o Prêmio Hugo de Melhor Novela. A novela também foi o vencedor do Seiun Award de 1983 no Japão para contos estrangeiros.

## Coleção
A coleção é a quinta escrita por Martin e foi publicada pela primeira vez em dezembro de 1985. Contém as seguintes histórias e novelas:
- Nightflyers
- "Override"
- "Weekend in a War Zone"
- "And Seven Times Never Kill Man"
- "Nor the Many-Colored Fires of a Star Ring"
- A Song for Lya

## Adaptações

### Filme
O romance foi adaptado para um filme de 1987 pelo escritor/produtor Robert Jaffe. O filme é sobre um grupo de cientistas que começam uma viagem espacial para encontrar uma misteriosa criatura alienígena, e, no processo, são vítimas do computador maléfico do navio. Ele foi dirigido por Robert Coletor, usando o pseudônimo "T. C. Blake", já que ele deixou antes da pós-produção ser concluída, e as estrelas Catherine Mary Stewart e Michael Praed. De acordo com Martin, o escritor/produtor Robert Jaffe, provavelmente, adaptou o script a partir da versão menor da novella, uma vez que todos os personagens secundários tiveram nomes diferentes do que aqueles que ele escolheu na versão estendida. O filme arrecadou $1 149 470.

### Televisão
Em 2017, um piloto para uma possível série de TV baseada em Nightflyers estava sendo desenvolvido pela Syfy. A série seria baseada no filme de 1987, com Jaffe sendo um dos produtores. O roteiro do piloto foi escrito por Jeff Buhler. Martin não está envolvido na produção ou escrita para a nova série, já que seu contrato com a HBO, contém uma cláusula de exclusividade. A série vai ser filmada na Irlanda e vai estrear em julho de 2018; o produtor será Daniel Cerone.
No dia 6 de dezembro, 2017 Jodie Turner-Smith foi anunciada sendo escalada como Melantha Jhirl, , George R. R. Martin manifestou o seu entusiasmo pelo escalamento em seu diário, e apontou que representa mais precisamente a personagem na novella do que no filme , que teve uma atriz branca. Em 4 de janeiro de 2018 foi relatado que a Netflix vai co-produzir o show e detém o direito de transmitir primeiro, fora dos Estados Unidos.